# Ancemont
Ancemont és un municipi francès situat al departament del Mosa i a la regió del Gran Est. L'any 2007 tenia 569 habitants.

## Demografia

### Població
El 2007 la població de fet d'Ancemont era de 569 persones. Hi havia 224 famílies, de les quals 52 eren unipersonals (28 homes vivint sols i 24 dones vivint soles), 76 parelles sense fills, 88 parelles amb fills i 8 famílies monoparentals amb fills.
La població ha evolucionat segons el següent gràfic:
Habitants censats

### Habitatges
El 2007 hi havia 240 habitatges, 223 eren l'habitatge principal de la família, 4 eren segones residències i 13 estaven desocupats. 219 eren cases i 20 eren apartaments. Dels 223 habitatges principals, 162 estaven ocupats pels seus propietaris, 57 estaven llogats i ocupats pels llogaters i 4 estaven cedits a títol gratuït; 2 tenien una cambra, 4 en tenien dues, 15 en tenien tres, 54 en tenien quatre i 148 en tenien cinc o més. 178 habitatges disposaven pel capbaix d'una plaça de pàrquing. A 95 habitatges hi havia un automòbil i a 95 n'hi havia dos o més.

### Piràmide de població
La piràmide de població per edats i sexe el 2009 era:
| Homes | Edats   | Dones |
| ----- | ------- | ----- |
| 0     | 95 o +  | 0     |
| 0     | 90 a 94 | 0     |
| 0     | 85 a 89 | 4     |
| 0     | 80 a 84 | 8     |
| 8     | 75 a 79 | 4     |
| 8     | 70 a 74 | 16    |
| 20    | 65 a 69 | 16    |
| 24    | 60 a 64 | 24    |
| 12    | 55 a 59 | 16    |
| 24    | 50 a 54 | 16    |
| 16    | 45 a 49 | 24    |
| 16    | 40 a 44 | 16    |
| 24    | 35 a 39 | 24    |
| 20    | 30 a 34 | 16    |
| 16    | 25 a 29 | 16    |
| 44    | 20 a 24 | 16    |
| 20    | 15 a 19 | 8     |
| 28    | 10 a 14 | 20    |
| 28    | 5 a 9   | 16    |
| 24    | 0 a 4   | 16    |

## Economia
El 2007 la població en edat de treballar era de 363 persones, 259 eren actives i 104 eren inactives. De les 259 persones actives 241 estaven ocupades (133 homes i 108 dones) i 17 estaven aturades (6 homes i 11 dones). De les 104 persones inactives 42 estaven jubilades, 28 estaven estudiant i 34 estaven classificades com a «altres inactius».

### Ingressos
El 2009 a Ancemont hi havia 222 unitats fiscals que integraven 553 persones, la mediana anual d'ingressos fiscals per persona era de 17.051 €.

### Activitats econòmiques
Dels 21 establiments que hi havia el 2007, 2 eren d'empreses extractives, 2 d'empreses de fabricació d'altres productes industrials, 6 d'empreses de construcció, 3 d'empreses de comerç i reparació d'automòbils, 2 d'empreses de transport, 2 d'empreses d'hostatgeria i restauració, 3 d'empreses immobiliàries i 1 d'una entitat de l'administració pública.
Dels 8 establiments de servei als particulars que hi havia el 2009, 2 eren paletes, 1 guixaire pintor, 2 lampisteries, 1 electricista i 2 agències immobiliàries.
L'únic establiment comercial que hi havia el 2009 era un supermercat.
L'any 2000 a Ancemont hi havia 5 explotacions agrícoles.

## Equipaments sanitaris i escolars
El 2009 hi havia una escola elemental. Ancemont disposava d'un col·legi d'educació secundària amb 313 alumnes.

## Poblacions més properes
El següent diagrama mostra les poblacions més properes.